# Mercedes-Benz MB 100

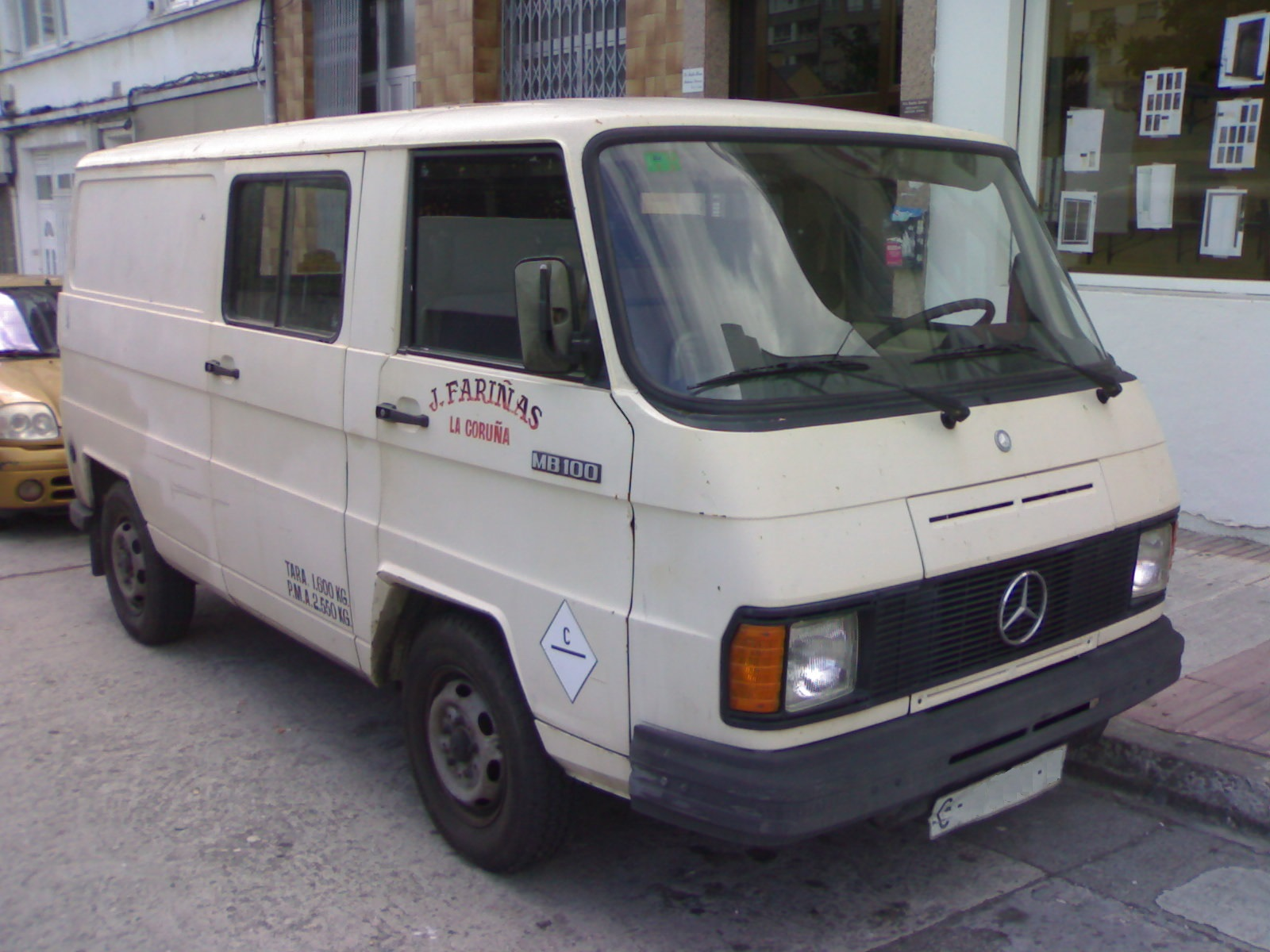
Spanischer MB 100 (1981–1987)

Der Transporter der Serie MB 100–180 ist ein leichtes Nutzfahrzeug der Marke Mercedes-Benz aus dem Transporterbereich von Daimler-Benz. Er wurde im spanischen Daimler-Benz-Werk Vitoria (Baskenland) in verschiedenen Ausführungen, so zum Beispiel als Kastenwagen, Kombi I (teilverglast), Kombi II (teilverglast), Kleinbus (rundum verglast), Pritschenwagen und als Fahrgestell (z. B. als Basis für Verkaufswagen oder Wohnmobile), hergestellt. Die Typenbezeichnung MB 100–180 bezeichnete die ungefähre Nutzlast der einzelnen Modelle, nämlich ca. 1000–1800 kg.

## Geschichte

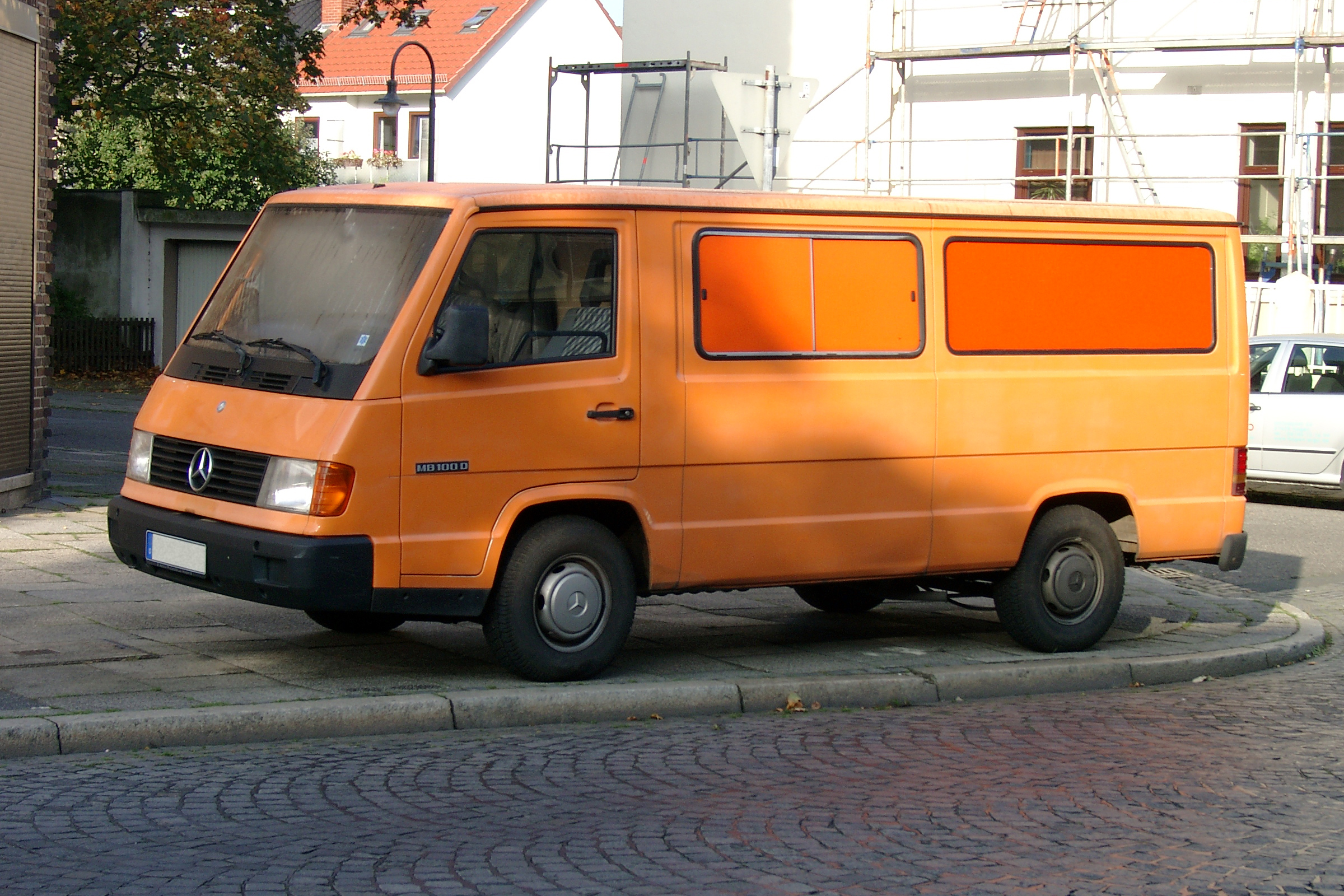
Mercedes-Benz MB 100 (1992–1995) langer Radstand

Die nutzlaststarken Varianten der MB-100-Serie – wie zum Beispiel der MB 180 – waren eigentlich nur für den Vertrieb außerhalb Deutschlands vorgesehen und spielten daher hier, anders als im Herstellungsland Spanien, nur eine untergeordnete Rolle. In Deutschland wurde der MB 100 von 1988 bis 1995 als untere Abrundung des Nutzfahrzeugprogrammes von Daimler-Benz angeboten. Das Fahrzeug war mit dem 2,4-Liter-Dieselmotor OM 616 mit 53 kW (72 PS), zuletzt 55 kW (75 PS), wie er auch im nächstgrößeren 207 D verwendet wurde, und für den Vertrieb außerhalb Deutschlands als MB 100 auch mit dem 2,0-Liter-Dieselmotor OM 615 mit 43–46 kW lieferbar. Der MB 100 wurde im Werk der ehemaligen Industrias del Motor S.A. (IMOSA) gebaut, einer Anfang der 1950er Jahre gegründeten Tochterfirma der Auto Union GmbH. Konkurrenzprodukte waren unter anderem der VW Transporter und der Ford Transit, Nachfolger war der Mercedes-Benz Vito.
Das Grundkonzept ist ein Frontlenker mit vorn längs eingebautem Motor und Frontantrieb und einer nicht selbsttragenden Karosserie auf einem Doppelrohrrahmen und stammt in Lizenz vom DKW-Schnellaster F1000 ab. Der F1000 war mit einem Zweitakt-Motor ausgestattet und wurde von DKW bis 1965 auch in Deutschland verkauft. Erst 1988 kam er nach Überarbeitung als MB 100 auch wieder nach Deutschland und andere mittel- und nordeuropäischen Staaten. Für ein Fahrzeug der 1980er Jahre war er in einigen Details nun nicht mehr zeitgemäß (z. B. Drehstabfederung an der Vorderachse, die regelmäßiges manuelles Abschmieren mittels Fettpresse verlangt), hatte aber bauartbedingt einen sehr großen Laderaum im Verhältnis zur Fahrzeuggröße und übertraf in dieser Hinsicht die Modelle der Konkurrenten.

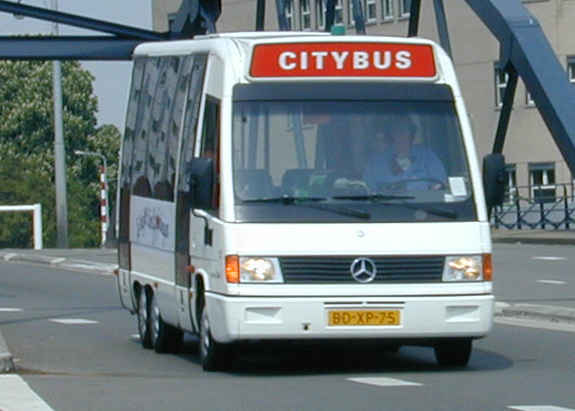
Mercedes O 100 Citybus

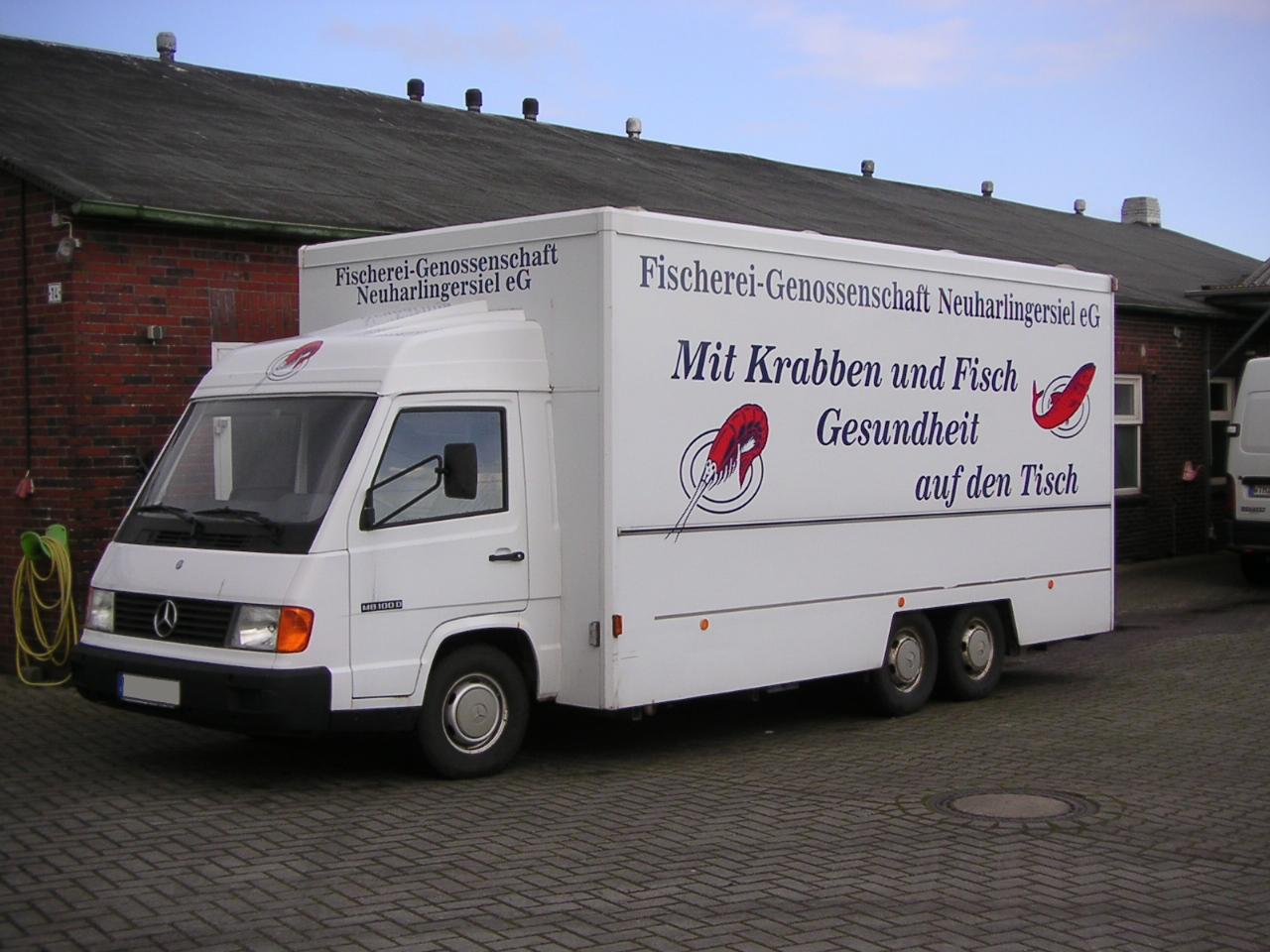
Verkaufswagen auf Basis des MB 100

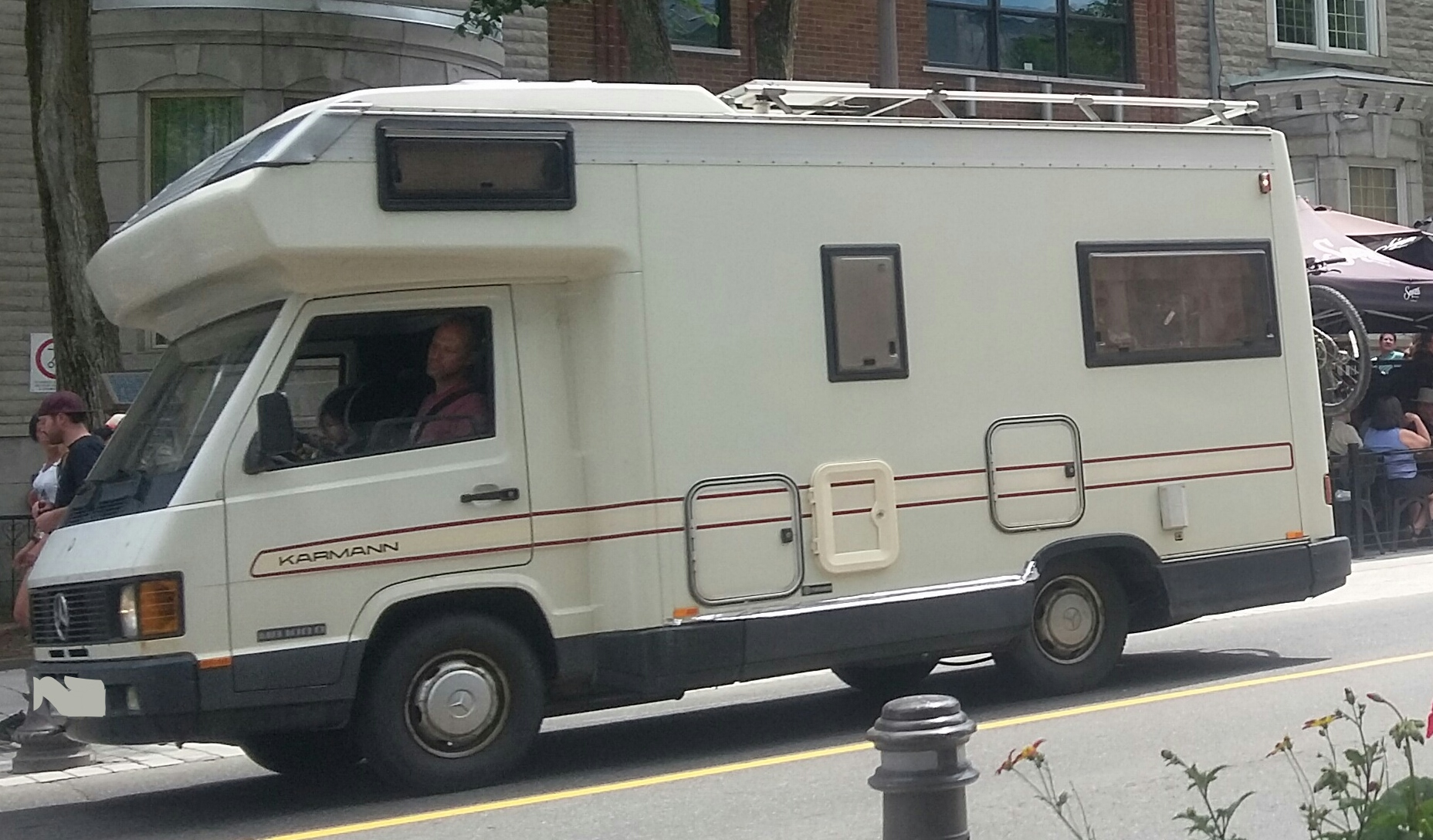
Wohnmobil auf Basis des MB 100

Durch die Kombination aus Frontmotor, Frontantrieb und Rohrrahmen war der MB 100 gut als Basis für Sonderaufbauten geeignet. Insbesondere Verkaufswagen, oft mit deutlich verlängertem Rahmen und hinterer Doppelachse, aber auch Abschleppwagen oder Möbelkoffer und sogar kleinere Omnibusse wurden von verschiedenen Fahrzeugbauern auf dem Fahrgestell des MB 100 aufgebaut.
Zum Modelljahr 1992 wurde der MB 100 überarbeitet. Äußerliches Erkennungsmerkmal war die nun abgeschrägte Kühlerpartie. Die verlängerte Front sollte unter anderem die passive Sicherheit des Fahrzeugs erhöhen.

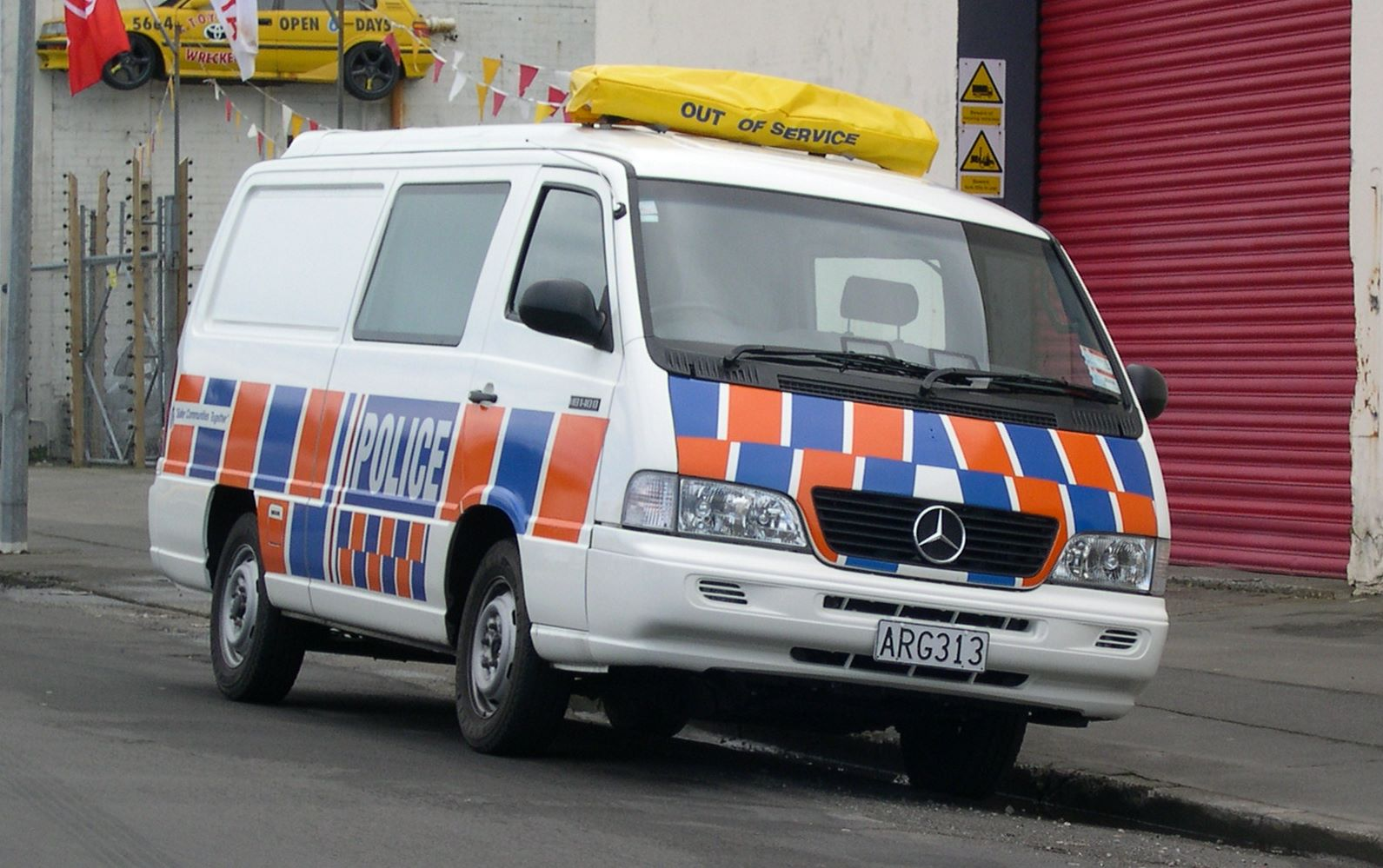
MB 140 D der neuseeländischen Polizei (2003)

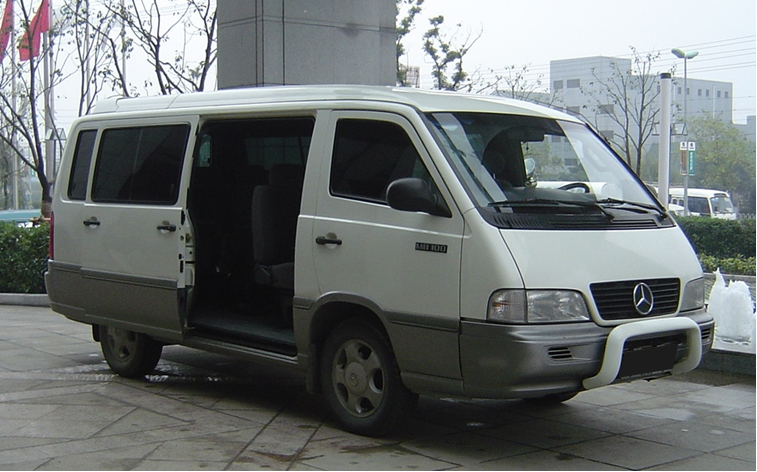
MB 100 Istana

Nachdem die Produktion des MB 100 in Vitoria ausgelaufen war, wurde er mit neuer, asiatischer Karosserie noch bis 2004 in Korea durch Ssangyong weitergebaut und sowohl unter dem Markennamen Ssangyong (SsangYong Istana) als auch unter Mercedes-Benz (MB 100 Istana) vertrieben. Er war hier in zwei Radständen lieferbar, kurz als MB 100 und lang als MB 140. Des Weiteren war er mit 2,3-Liter-Dieselmotor und 2,2-Liter-Ottomotor lieferbar. Auch als Daewoo Istana war der MB 100 zeitweise erhältlich. Aus angelieferten Teilesätzen aus Korea wurde er bis 2004 außerdem in Vietnam produziert. Er erfreute sich in ganz Asien und Mittelamerika, ebenso wie in Australien großer Beliebtheit.
Nach Auslaufen der Produktion gingen die Produktionsanlagen nach China an den damals zweitgrößten Ssangyong-Anteilseigener Shanghai Automotive Industry, wo die koreanische MB-100/140-Fassung Istana weiterproduziert wurde, allerdings nicht mehr unter dem Markennamen Mercedes-Benz oder Ssangyong, sondern als SAIC Istana.

## Technische Daten

### Außenmaße
- Höhe 2050 mm (ohne Antenne), mit Hochdach 2367 mm
- Länge 4652 mm (kurze Version), 5066 mm (lange Version) (je ohne Anhängerkupplung)
- Breite 1845 mm (ohne Spiegel; mit Spiegel zzgl. 2 × 120 mm)

### Kasteninnenmaße
- Höhe 150 cm, mit Hochdach 183 cm
- Länge 271 cm (mit kurzem Radstand) oder 316 cm (mit langem Radstand)
- Breite 164 cm
- Radstand 245 cm (kurz) oder 267 cm (lang)

### Gewicht
- Leergewicht: ab 1750 kg (je nach Version)
- zulässiges Gesamtgewicht: 2650 kg; 2800 kg bzw. 2810 kg aufgrund der Zulassung bei Wohnmobilen vor der Kfz-Steuerreform ab 2007; max. 3500 kg, bei Zulassung als MB 180.[1]

### Leistung
- bis Ende 1991: 53 kW/72 PS bei 4400/min
- ab Ende 1991: 55 kW/75 PS bei 4400/min

### Baumuster/Modell
- 631.307 MB 100
- 631.308 MB 100
- 631.309 MB 100
- 631.312 MB 120
- 631.313 MB 120
- 631.314 MB 120
- 631.317 MB 140
- 631.318 MB 140
- 631.319 MB 140
- 631.332 MB 100 D
- 631.333 MB 100 D
- 631.334 MB 100 D
- 631.340 MB 100 D
- 631.342 MB 100 D
- 631.343 MB 100 D
- 631.344 MB 100 D
- 631.349 MB 100 D
- 631.350 MB 140
- 631.352 MB 140
- 631.353 MB 140
- 631.354 MB 140
- 631.360 MB 160
- 631.362 MB 160
- 631.364 MB 160
- 631.365 MB 160
- 631.366 MB 160
- 631.370 MB 180
- 631.372 MB 180
- 631.373 MB 180
- 631.374 MB 180
- 631.399 O 100 City

## Sonstiges

### Schlüsselnummern
- Herstellerschlüsselnummer

7605-300

MB 100 Bus (631)
Baujahre 02/88–05/92, 2376 cm³, 53 kW (72 PS)
Motorcode: OM 616.963

7605-301

Baujahre 12/90–05/92, 2399 cm³, 55 kW (75 PS)
Motorcode: OM 616
- Typschlüsselnummer ab Werk:

PKW - 300 [300000]/LKW - 500 [500000] = 53 kW, bis Bj. 91

PKW - 301 [301000]/LKW - 501 [501000] = 55 kW, ab  Bj. 91

### Serienfarben
- 1238 Inkagelb
- 2603 Tieforange
- 3626 Rubinrot
- 5010 Enzianblau
- 6235 Heathgrün
- 6850 Benzolgrün
- 9147 Arktikweiß